# De Land (Illinois)
De Land est un village situé à l'ouest du comté de Piatt dans l'Illinois, aux États-Unis,.

## Démographie
Lors du recensement de 2010, le village comptait une population de 446 habitants. Elle est estimée, en 2017, à 430 habitants.

### Source de la traduction
- (en) Cet article est partiellement ou en totalité issu de l’article de Wikipédia en anglais intitulé « De Land, Illinois » (voir la liste des auteurs).